# Héctor A. Piccoli
Héctor Aldo Piccoli (Rosario, 1951) es un poeta y traductor argentino.

## Biografía
Egresado de la Universidad Nacional de Rosario, en la que posteriormente ejerce como docente en el Departamento de Idiomas Modernos. Ha realizado investigaciones sobre los problemas del lenguaje poético, la lírica del barroco español y alemán, la literatura del romanticismo alemán, y la influencia de la informática en la producción, publicación y recepción literarias.
Es director del instituto privado de lengua y la literatura alemanas Georg Trakl Sprachwerkstatt.
Fundó la Biblioteca eLe (editorial del libro electrónico).

## Obras
- Permutaciones, con E. M. Olivay, Ed. La Cachimba, Rosario, 1975;
- Si no a enhestar el oro oído, Ed. La Cachimba, Rosario, 1983;
- Filiación del rumor, Armando Vites Editor, Rosario, 1993;
- Fractales, Ciberpoesía eLe, 2002;
- Antología poética (selección y estudio preliminar de Claudio J. Sguro; con notas del autor), editorial Serapis, Rosario, 2006;
- Transgrama – Una poesía y una poética de la contemporaneidad, con Claudio J. Sguro, Ciberpoesía eLe, 2011;
- La nube vulnerada, editorial Serapis, 2016.
- Panta rei, Libro digital, PDF - (Poesía y narrativa en voz de sus autores / Eugenio López Arriazu), 2021.
- Pluriversalia – Poesía reunida con notas de autor, con Claudio J. Sguro, Ciberpoesía eLe, 2022.